# Mayo megye
Mayo megye (írül: Contae Mhaigh Eo, „a nyárfák alföldje”) megye Írországban, az Ír-sziget nyugati partvidékének középső részén, Connacht tartományban.

## Földrajz
A megye területe 5,397 km² (körülbelül akkora, mint a Magyarországon nagyobb közepes méretű vármegyének számító Jász-Nagykun-Szolnok). Lakossága 123 648 (2006-os adat).

A megye és Connacht legmagasabb pontja a 814 méter magas Mweelrea hegy. A Mayo északkeleti részében található Moy folyó híres lazachorgászhely. Mayóhoz tartozik Írország legnagyobb szigete, az Achill-sziget.
Déli szomszédja Galway megye, keleten Roscommon, északkeleten Sligo.
A megyeszékhely a 15 000 lakosú Castlebar (a 2006-os népszámlálás alapján). A második legjelentősebb város a megyében a mintegy tízezer lakosú Ballina, a harmadik a valamivel több mint ötezer lakosú turistaközpont, Westport.

## Turizmus
Mayo megye egyik legfontosabb nevezetessége a Knocki szentély, népszerű katolikus zarándokhely Roscommon megye határának közelében. Mayóban van a Croagh Patrick hegy is – szintén zarándokhely – amelyen a legenda szerint Szent Patrik, Írország védőszentje negyven napig böjtölt.

## Települések

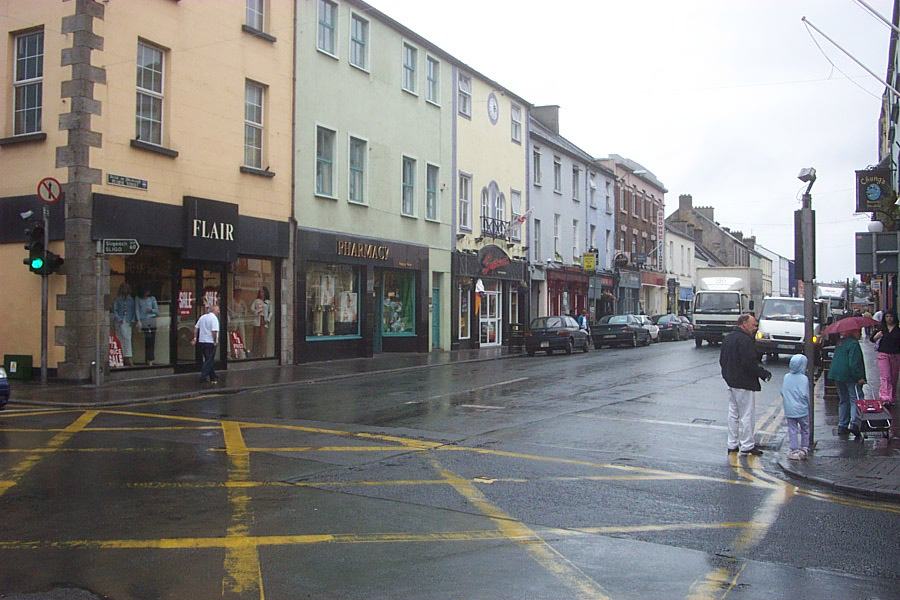
Ballina város központja

- Achill Sound (Gob an Choire), Aughagower, Aughleam (An Eachléim)
- Balla, Ballina, Ballindine, Ballinrobe, Ballintubber, Ballycastle, Ballyhaunis, Bangor Erris, Bekan, Bellavary, Belderrig (Béal Deirg), Belmullet (Béal a' Mhuirthid)
- Carrowteige (Ceathrú Thaidhg), Castlebar, Castlehill, Charlestown, Claremorris, Cong, Cregganbaun, Cross, Crossmolina
- Foxford
- Glenhest
- Hollymount
- Irishtown
- Keel, Kilgalligan (Cill a' Ghallagáin), Kilkelly, Killala, Kilmaine, Kilsallagh, Kiltimagh, Knock
- Lahardane, Lecanvey, Louisburgh
- Mayo, Moygownagh, Mulrany, Murrisk
- Neale, Newport
- Partry, Pontoon
- Ross Port (Ros Dumhach)
- Shrule, Strade, Swinford
- Toormakeady (Tuar Mhic Éadaigh)
- Westport

## Egyéb nevezetes helyek

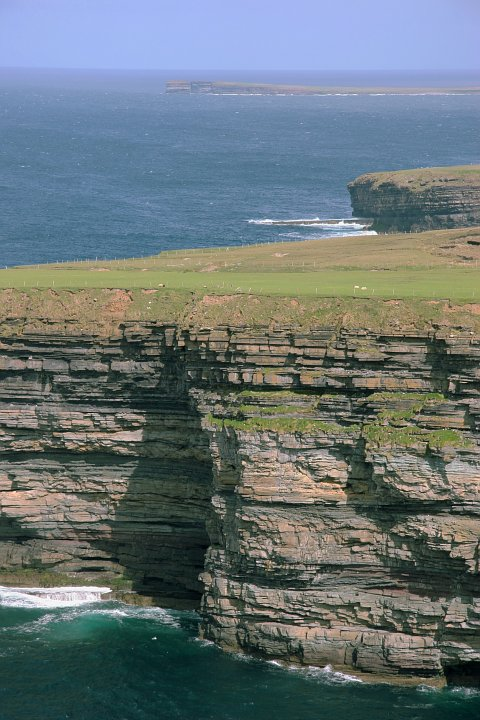
Sziklák Mayo atlanti-óceáni partján, Ballycastle közelében

- Ashford kastély
- Achill-sziget (Acaill)
- Ballintubber apátság
- Clare-sziget
- Clew-öböl
- Croagh Patrick
- Ireland West Airport Knock
- Lough Mask (Loch Measca)
- Mullet-félsziget
- Nephin Beg-hegység
- Partry-hegység
- Rockfleet kastély